# Foster the People
«Foster the People» — рок-гурт з Лос-Анжелеса, США, заснований у 2009 році. На даний момент до складу гурту входять вокаліст Марк Фостер, гітарист Шон Чіміно та клавишник Ісом Інніс.
Музиканти гурту у своїй творчості поєднують різні стилі і напрямки музики, серед яких основними є інді-поп і електро-рок.

## Історія
Гурт створений 2009 року. Колектив привернув до себе увагу завдяки пісні «Pumped Up Kicks», що стала досить популярна спочатку в США а згодом і у світі.
23 травня 2011 року гурт випустив дебютний альбом Torches, за який отримав номінацію на Греммі.

## Склад
- Марк Фостер — вокал, гітара, клавішні, синтезатор
- Марк Понтіус — ударні, перкусія
- Шон Чіміно — гітара, клавішні, синтезатори, беквокал (з 2017)
- Ісом Інніс - клавішні, синтезатори, ударні, перкусія, беквокал, бас (з 2017)

###### Колишні учасники
- Каббі Фінк — бас, беквокал, синтезатор (2009—2015)

## Дискографія

### Студійні альбоми
- 2011 — Torches
- 2014 — Supermodel
- 2017 — Sacred Hearts Club
- 2024 — Paradise State of Mind

### Мініальбоми
- 2011 — Foster the People